# Herb gminy Pawłowiczki
Herb gminy Pawłowiczki – jeden z symboli gminy Pawłowiczki.

## Wygląd i symbolika
Herb przedstawia na tarczy postać św. Brykcjusza. Tło stanowią trzy pagórki, na szczycie środkowego znajduje się kaplica od której spływa strumień ze źródlaną wodą. Cały herb jest umieszczony w ozdobnym złotym obramowaniu, ze złotymi kłosami na szczycie, które jest trzymane przez dwa białe konie w postawie kroczącej. 